# Park Geun-hye
Park Geun-hye (Daegu, 2. veljače 1952. –) je južnokorejska političarka i bivša predsjednica Južne Koreje od 25. veljače 2013. do 10. ožujka 2017. godine. Prva je predsjednica Južne Koreje nakon niza predsjednika.

## Životopis
Park Geun-hye rođena je 1952. godine u Daeguu, kao prvo dijete Park Chung-heeja, južnokorejskog diktatora. Od 2004. do 2006. i od 2011. do 2012. godine bila je predsjednica konzervativne Velike narodne stranke (veljača 2012. godine ime promijenjeno u stranku Saenuri). Od 1998. do 2012. godine bila je članica Narodne skupštine Južne Koreje.
Pobijedila je na predsjedničkim izborima u Južnoj Koreji 19. prosinca 2012. godine, što je čini sljedećom predsjednicom države. Mandat joj je započeo 25. veljače 2013. godine, a razriješena je dužnosti odlukom vrhovnog suda 10. ožujka 2017. godine.

## Vanjske poveznice

### Mrežna mjesta
- Park Geun-hye addresses "U.S.–Korea Relations in a Changing World" at Stanford University, 6. svibnja 2009. (engleski)
- Park Geun-hye's speech at the JFK Jr. Forum  Arhivirana inačica izvorne stranice od 8. rujna 2008. (Wayback Machine), Harvard University, 12. velajče 2007. (engleski)
- "Star Rises for Daughter of South Korea"  Arhivirana inačica izvorne stranice od 19. ožujka 2021. (Wayback Machine), The WaSington Post, 15. ožujka 2005. (engleski)

### Ostali projekti
|  | Zajednički poslužitelj ima još gradiva o temi Park Geun-hye |